# هویت (آلبوم تیری تی)
هویت (انگلیسی: Identity) دومین آلبوم استودیویی گروه آر اند بی آمریکایی تیری تی است. این آلبوم ابتدا به صورت مستقل منتشر شد و سپس از طریق وارنر میوزیک منتشر شد. این آلبوم دو تک‌آهنگ شامل روی تو گیر کرده و «درخواستِ جنسی» و ریمیکس ترودوکس برای «درخواستِ جنسی» شامل پسر عموی آن‌ها دیالز بود. در آلمان، این آلبوم دوباره با عنوان درخواستِ جنسی تغییر نام داد.

## منبع
1. ↑  3T - Identity, retrieved 2023-02-15